# Henry Tizard
Henry Thomas Tizard  (ur. 23 sierpnia 1885 w Gillingham, Kent, zm. 9 października 1959 w Fareham, Hampshire) – brytyjski chemik i matematyk, związany z Imperial College London, zasłużony jako kierownik grupy  tworzącej Radio-Direction Finding (RDF, Radar, zob. też Chain Home), krytyk strategii Dehousing (zob. naloty strategiczne podczas II wojny światowej), członek Royal Society (FRS od 1926).

## Życiorys
Henry Thomas Tizard był jedynym synem Thomasa Henry’ego Tizarda (1839–1924), angielskiego – członka RS, oceanografa, hydrografa, nawigatora – i Mary Elizabeth z domu Churchward (miał dwie młodsze i dwie starsze siostry). Dziadek ze strony ojca był właścicielem statku
i prowadził handel węglem w Weymouth. Henry Tizard twierdził, że pochodzi od hugenotów, którzy osiedlili się w Weymouuth na początku XVII wieku. Dziadek ze strony matki był inżynierem w stoczniach na Malcie i w Pembroke. Stosunkowo odległym przodkiem był sir Paul Rycaut (1628-1700), pisarz i podróżnik (FRS 1666).
Henry Tizard ukończył Westminster School i Magdalen College Uniwersytetu Oksfordzkiego, a następnie, w latach 1911–1921, był wykładowcą nauk przyrodniczych w Oriel College w Oksfordzie.
W czasie I wojny światowej służył jako pilot w Royal Garrison Artillery (1914) i należał do Royal Field Artillery (1915), a następnie został włączony do grupy Experiments and Research w Royal Air Force (1918–1919), jako Lieutenant-Colonel (brytyjski podpułkownik)  i Assistant Controller. W okresie międzywojennym i w czasie II wojny światowej otrzymał stanowiska lub funkcje:
- 1927–1929 – sekretarza stanu w Department of Scientific and Industrial Research
- 1929–1942 – rektora Imperial College London
- 1933–1943 – przewodniczącego Aeronautical Research Committee
- 1934–1945 – komisarza do spraw rozwoju (Development Commissioner)
- 1937–1959 – kuratora British Museum
- 1941–1943 – członka Council of Minister of Aircraft Production i Air Council
- 1942–1946 – rektora Magdalen College, Oxford

Po zakończeniu wojny zajmował stanowiska przewodniczącego Advisory Council on Scientific Policy i Defence Research Policy Committee (1946–1952) oraz British Science Association (1948–1948) 
Zmarł w roku 1959 w wieku 74 lat.

## Obszary działalności

### Techniki radarowe
Polityka Niemiec w okresie międzywojennym wywoływała w Wielkiej Brytanii świadomość dużego zagrożenia. Zintensyfikowano badania, zmierzające do znalezienia sposobów wczesnego ostrzegania przed atakami lotniczymi lub inwazją morską..

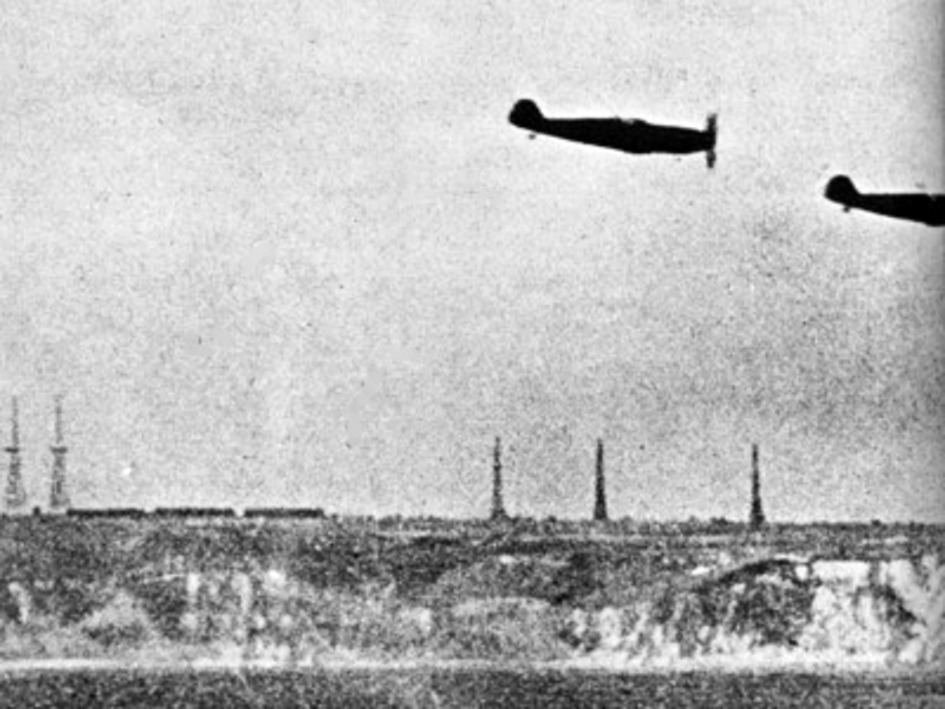
Messerschmitty 109 nad stacją Chain Home w okolicy Dover

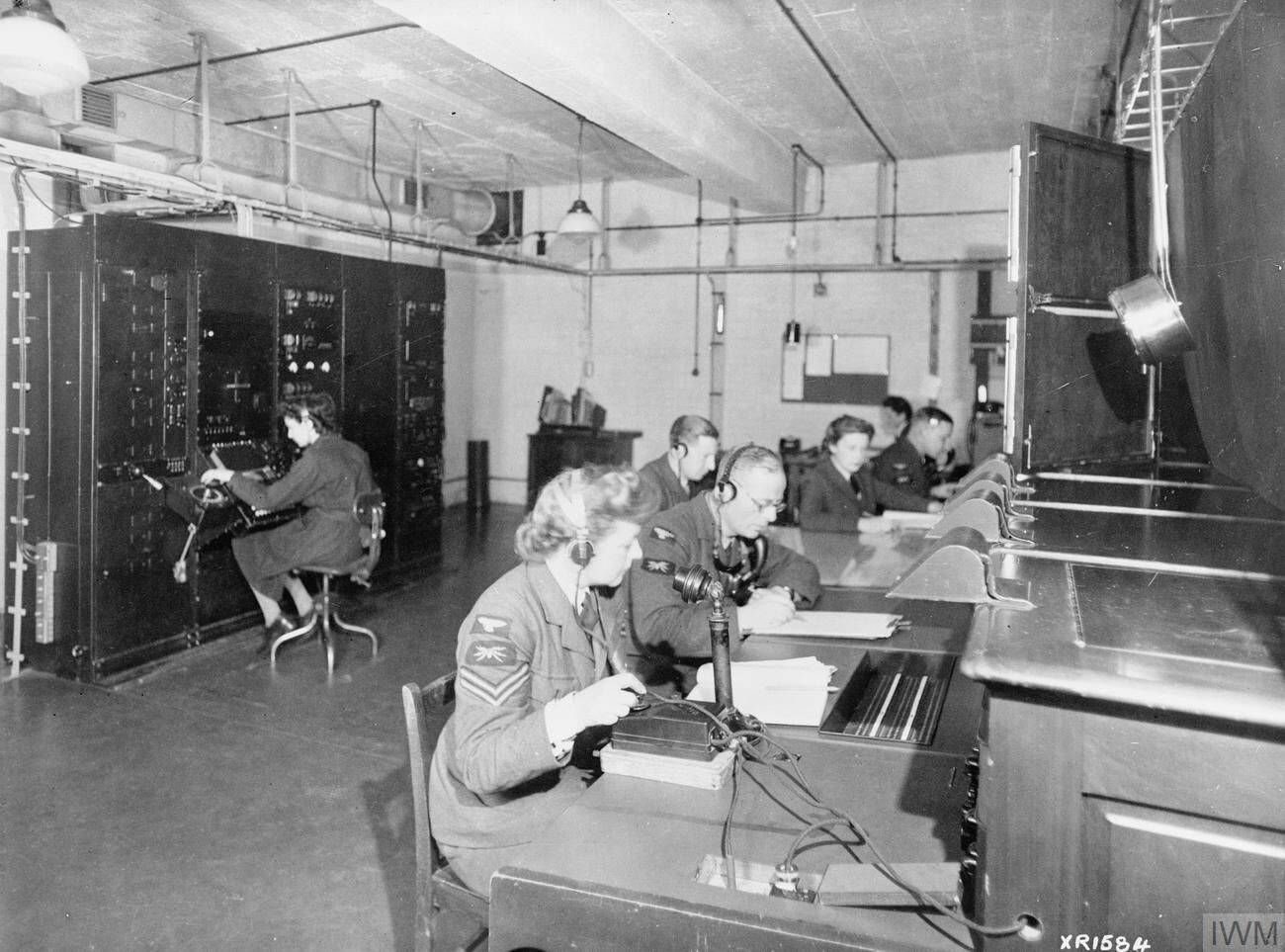
Chain Home, stacja radarowa RAFu (1939–1945)

Po zakończeniu wojny, w roku 1920, ACA odtworzono przedwojenny Advisory Committee for Aeronautics (ACA) jako Aeronautical Research Committee (ARC) – komisję podległą Ministerstwu Lotnictwa. W roku 1934 (lub 1933) doszło do kolejnej reorganizacji. W British Air Ministry utworzono Committee for the Scientific Survey of Air Defence (CSSAD). Zadaniem Komisji miało być opracowywanie nowych technologii dla RAF. Kierownictwo powierzono Henry'emu Tizardowi (CSSAD nazywano Tizard Committee).  Członkami Komitetu Tizarda byli początkowo: H. Wimperis z Air Ministry, fizyk P, Blackett, fizjolog A.V. Hill i A.P. Rowe, asystent Wimperisa, jako sekretarz). Wkrótce do grupy dołączył fizyk z Oksfordu, Frederick Lindemann, zachęcony przez swojego przyjaciela, Winstsona Churchilla (wówczas konserwatywnego posła, który propagował opinię, że Komisja nie powinna podlegać Ministerstwu, lecz wyższej władzy państwowej). Przed podjęciem prac Komisji H. Wimperis przeprowadził konsultacje z Robertem Watsonem-Wattem w sprawie możliwości zastosowania fal radiowych do niszczenia samolotów przeciwnika lub prowadzenia do śmierci pilotów. Ograniczono się do tworzenia systemu radiolokacji.
Frederick Lindemann wprowadził do Komisji atmosferę konfliktów – krytykował przyjęty program w formie rażącej współpracowników; przekazywał też swoją nieprzychylną opinię Churchillowi. W tej atmosferze w lecie 1936 roku z miejsc w Komisji zrezygnowali Blackett i Hill. Komisja została rozwiązana, lecz wkrótce ponownie utworzona. Blackett i Hill powrócili do pracy, a na miejsce Lindemanna przyjęto fizyka z University of London, E.V. Appletona. W 1937 roku CSSAD dołączono do Air Atak, również pod kierownictwem Tizarda, tworząc komitet Air Warfare. Ministerstwo Lotnictwa utworzyło dla technologii RDF ośrodki badawcze w Bawdsey i Malvern, a następnie pierwsza wersja prymitywnego RDF stała się elementem taktyki RAF. Prototypową stację systemu nazywanego Chain Home (inaczej CH, brytyjska wersja doświadczalna IFF) zbudowano w Bawdsey (zob. Port lotniczy Londyn-Biggin Hill).
W roku 1939 nadzór nad zbudowanymi stacjami radarowymi RDF obejmowały wojskowe jednostki R&D, a Tizard otrzymał stanowisko naukowego doradcy Szefa Sztabu RAF. Do chwili wybuchu Bitwy o Anglię uruchomiono 20 stacji, które jednak pracowały w zakresie niskich częstotliwości – istniejąca baza techniczna i niewielkie fundusze na jej rozwój uniemożliwiały uruchomienie produkcji magnetronów wysokiej częstotliwości, zaprojektowanych przez J. Randalla i H. Boota w lutym 1940 roku (prototyp uruchomiono w wielkiej tajemnicy w University of Birmingham).
Po objęciu wiosną 1940 roku funkcji premiera przez Churchilla (którego doradcą naukowym do spraw fizyki był Lindemann, „Komisję Tizarda” rozwiązano.

### Misja Tizarda – współpraca anglo-amerykańska
Ograniczone możliwości realizacji programu „Komisji Tizarda” w Wielkiej Brytanii Henry Tizard wrócił do prób nawiązania współpracy naukowo-technicznej ze Stanami Zjednoczonymi (były bez powodzenia podejmowane już w czasie I wojny światowej i w roku 1930). Premier Churchill, którego stosunki dyplomatyczne z administracją Roosevelta są oceniane jako niespójne i burzliwe, w tym przypadku poparł inicjatywę fizyków. Zgodnie z jego koncepcją Tizarda stronie amerykańskiej zaproponowano współpracę przy rozwijaniu technik radarowych, polegającą na tym, że USA udostępni swoją bazę techniczną i fundusze, a Wielka Brytania – wynalazek fizyków, brytyjski magnetron (cavity magnetron), pozwalający przesunąć zakres działania urządzeń radarowych w stronę większych częstotliwości (do długości fal ok. 10 cm).
W sierpniu 1940 roku sześciu brytyjskich naukowców i inżynierów wyruszyło z Liverpoolu na liniowcu  The Duchess of Richmond, wioząc ze sobą skrzynkę o najwyższej tajności. W misji uczestniczyli:
- sir Henry Tizard (przewodniczący),
- F.C. Wallace (wojsko)
- H.W. Faulkner (marynarka)
- F.L. Pearce (RAF)
- prof. John Cockcroft (naukowiec, wojsko)
- dr E.G. Bowen (techniki radarowe)
- A.E. Woodward Nutt (sekretarz)

Henry Tizard został przyjęty w Białym Domu przez Roosevelta i sekretarza wojny, Henry’ego Stimsona, który zanotował: …a very nice and sensible British scientist. Prezentacja działania przywiezionego sprzętu zrobiła ogromne wrażenie (jakość urządzeń produkowanych w USA była znacznie gorsza). Podjęto decyzję o współpracy. Już w październiku wybudowano w Bell Labs 30 magnetronów, a do końca wojny – ponad milion. Urządzenia zainstalowano na okrętach i w samolotach, co dało aliantom przewagę militarną.
Uważa się, że w czasie prac „Misji Tizarda” ustanowiono efektywny system międzynarodowej współpracy naukowo-technicznej, na którym wzorowano się nawiązując powojenne międzynarodowe układy o współpracy, utrzymywanej obecnie np. w ramach NATO.

### Strategia brytyjskich nalotów bombowych

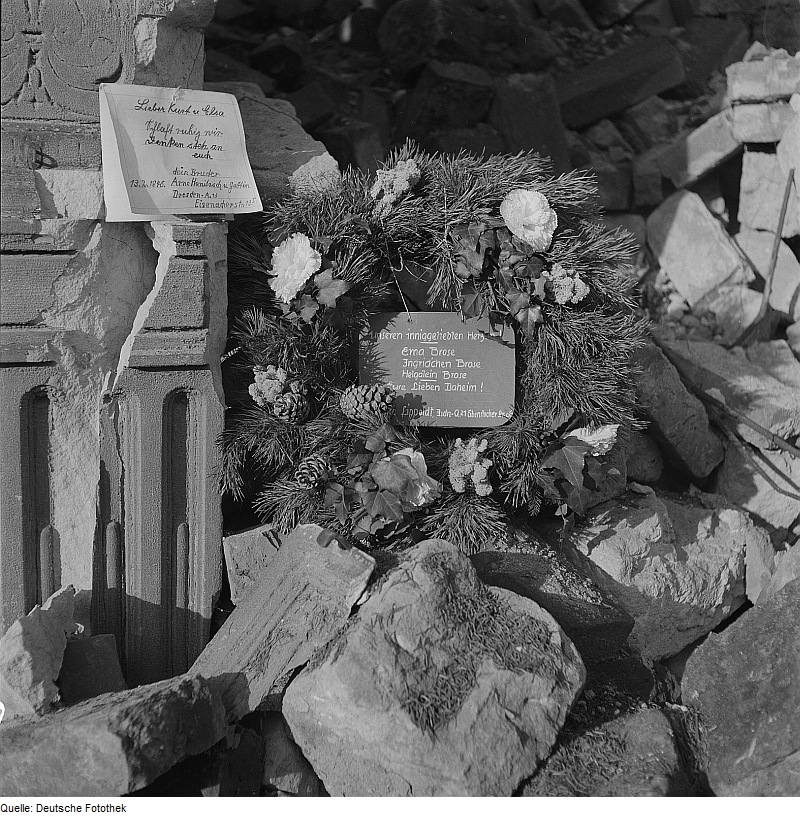
Ofiary bombardowania Drezna

Opisując w książce Science and Government animozje między H. Tizardem i F. Lindemannem C.P. Snow przedstawił również – poza zdarzeniami dotyczącymi rozwoju RDF – sytuacje, które miały miejsce w czasie przygotowań Wielkiej Brytanii do nalotów strategicznych na Niemcy (zob. np. A. Harris). Snow wspierał tym przykładem swój apel o zlikwidowanie bariery między przedstawicielami nauki i rządu, tak aby decyzje w sprawach państwa nie były zależne od osobistych ambicji i antypatii.
Plany nalotów bombowych opracowywał Lindemann, przekonując do tej akcji m.in. premiera, Winstona Churchilla. W 1942 roku przedstawił kalkulację kosztów, jakich wymagałoby m.in. szybkie zniszczenie 50% domów robotniczych w większych miastach Niemiec. Opracowanie zostało zakwestionowane przez sir Henry’ego Tizarda i prof. Blacketta, którzy stwierdzili niezależnie, że – pomijając względy etyczne – możliwy do osiągnięcia efekt będzie 5- lub 6-krotnie mniejszy. Opinia Lindemanna, zaufanego doradcy Churchilla, przeważyła i w latach 1941–1944 prowadzono intensywne bombardowania niemieckich miast. Po zakończeniu wojny okazało się, że oszacowania Lindemanna były błędne – bezpośrednie skutki bombardowań (nie uwzględniające efektów psychologicznych, np. wzrostu morale brytyjskich żołnierzy) były dziesięciokrotnie mniejsze, niż przewidywał.

### Broń jądrowa
W lutym 1940 roku Otto Frisch i Rudolf Peierls (University of Birmingham) sfinalizowali teoretyczne obliczenia masy krytycznej, a 10 kwietnia rozpoczęła pracę grupa o kryptonimie „Komitet Maud”, kierowana przez Tizarda (Committee on the Scientific Survey), opracowująca podstawowe zasady projektowania broni jądrowej oraz techniki wzbogacania uranu metodą dyfuzyjną (zob. rozdzielanie izotopów). Po trzech latach do Los Alamos wysłano grupę naukowców brytyjskich, którzy włączyli się do realizacji Projektu Manhattan.

## Publikacje
Na books.google.pl oraz w wykazie zbiorów Archives in London wymieniono pozycje: 
- Walther Nernst, Sir Henry Thomas Tizard, Theoretical Chemistry from the standpoint of Avogadro's rule & Thermodynamics Walther Nernst (wyd. 6, Macmillan & Co, London, 1911; wyd. 7, Macmillan & Company, 1916)
- Sir Henry Thomas Tizard, The Passing World. Science and Social Progress, Bureau of Current Affairs, 1948
- Sir Henry Thomas Tizard, A Scientist in and Out of the Civil Service, The Twenty-second Haldane Memorial Lecture Delivered at Birkbeck College, London, 9th March 1955 (wyd. Birkbeck College, 1955)
- David Zimmerman, Sir Henry Thomas Tizard, Top Secret Exchange: The Tizard Mission and the Scientific War (McGill-Queen's Press, 1996)

## Odznaczenia i wyróżnienia
Z Archives in London (M25):
- 1926 – członkostwo Royal Society
- 1937 – tytuł szlachecki (Knight)
- 1944 – Złoty Albert Medal od Royal Society of Arts

## Upamiętnienie

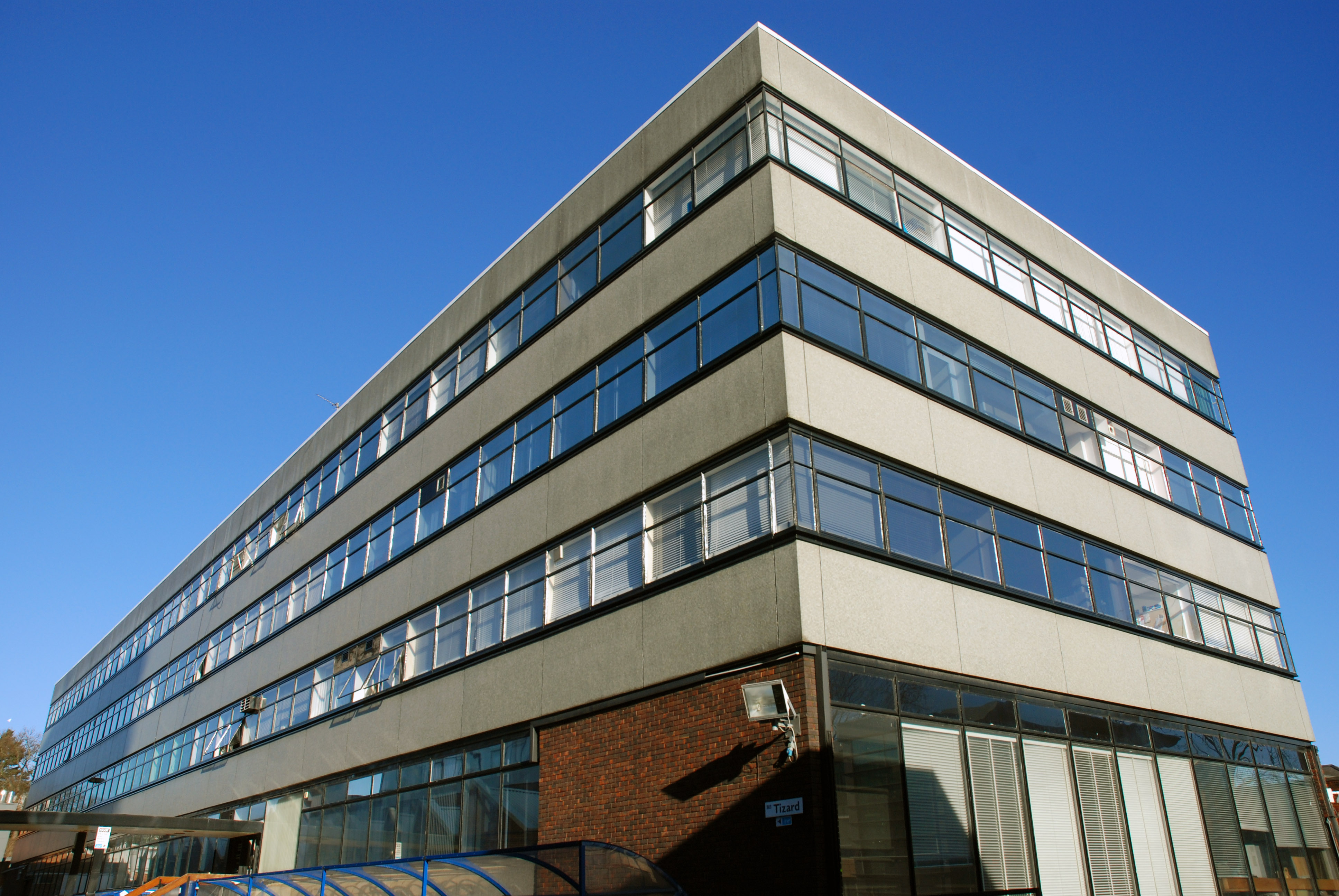
University of Southampton, Institute of Sound & Vibration Research, Engineering Sciences and Common Learning Spaces (The Tizard Building)

- Zachowanie pamięci o zasługach Hanry'ego Tizarda zapewniają książki, tj. Ronald W. Clark, TIZARD[21] lub David Zimmerman, Henry T. Tizard, Top Secret Exchange: The Tizard Mission and the Scientific War
- W brytyjskiej bazie internetowej AIM25 (King’s College London Archives), dostępnej od roku 2002, są przechowywane dokumenty biograficzne dotyczące sir Henry’ego Tizarda, w tym korespondencja z lat 1938-1942 (okres działalności jako doradca naukowy Ministerstwa Lotnictwa), 1939-1942 (Chemical Defence Board), 1949 (oficjalne dokumenty Council on Scientific Research and Technical Development, 1940 – dokumentacja Misji Tizarda, w tym korespondencja z Ambasadą Brytyjską w Waszyngtonie i Military Intelligence Division[4]
- Zasługi sir Henry’ego Tizarda są upamiętnione w Purbeck Radar Museum[5]
- Na stronie internetowej Imperial College London znajdują się liczne dowody pamięci o byłym rektorze[22]
- W University of Southampton budynek Institute of Sound & Vibration Research, Engineering Sciences and Common Learning Spaces nosi imię Henry’ego Tizarda[20]